# دنیل مالدینی
دنیل مالدینی (daniel maldini؛ زادهٔ ۱۱ اکتبر ۲۰۰۱) بازیکن فوتبال اهل ایتالیا است که برای باشگاه مونزا بازی می‌کند.
وی همچنین در تیم‌های ملی فوتبال زیر ۱۸ سال ایتالیا و زیر ۱۹ سال ایتالیا بازی کرده‌است.وی پسر پائولو مالدینی است.

## سبک بازی
اگرچه در همان روزهای ابتدایی دنیل مالدینی مانند پدرش  پائولو و پدربزرگش چزاره به عنوان یک مدافع بازی می‌کرد، اما خیلی زود شروع به کار در نقش‌های تهاجمی کرد.
امروزه او عمدتاً به عنوان هافبک تهاجمی بازی می‌کند، موقعیتی که مناسب توانایی بازی سازی، مهارت‌های دریبل زدن، کنترل توپ، شوت زنی و دید او می‌باشد.
او پسر پائولو مالدینی و وارث او در آ.ث میلان است